# Calle de Zubieta
La calle de Zubieta es una vía pública de la ciudad española de San Sebastián.

## Descripción
La vía, paralela al paseo de la Concha, nace de la calle de Easo, donde conecta con la de San Marcial, y discurre hasta llegar al paseo de Miraconcha de la mano de la calle de San Martín. Tiene cruces con la calle de Rafael Munoa, la plaza de Zaragoza, la calle de la Marina y la plaza de Zubieta. El título, otorgado en septiembre de 1866, honra a la población de Zubieta, actual barrio, cuyos vecinos acordaron acometer la reconstrucción de San Sebastián tras los destrozos sufridos durante el asedio de 1813. Aparece descrita en Las calles de San Sebastián (1916) de Serapio Múgica Zufiria con las siguientes palabras:

Calle de Zubieta.—Por acuerdo de 12 de Septiembre de 1866, se impuso este nombre a la que paralelamente al Paseo de la Concha, arranca de la Calle de Easo y termina en el Barrio de Mira Concha, en donde se une con la de San Martín, que también concluye allí. El nombre de «Calle de Zubieta» evoca el recuerdo de los graves y patriotas varones que en la vecina Comunidad, así llamada, se congregaron en los primeros días de Septiembre de 1813, y sin desmayar ante el espectáculo de su ciudad convertida en montón de escombros por la barbarie de las tropas anglo-portuguesas, acordaron reedificarla.
(Múgica Zufiria, 1916, p. 145)